# Aeon (webzine)
Pour les articles homonymes, voir Aeon.
Aeon est un webzine culturel traitant d'idées, de philosophie et de culture. En publiant de nouveaux articles tous les jours de la semaine, Aeon se décrit comme une publication qui « pose les plus grandes questions et trouve les réponses les plus fraîches et les plus originales, fournies par les plus grandes autorités mondiales sur la science, la philosophie et la société »,. Le magazine possède des bureaux de rédaction à Londres, New York et Melbourne.

## Histoire
Aeon a été fondé à Londres en septembre 2012 par Brigid et Paul Hains, un couple australien,. Il possède des bureaux à Londres, New York et Melbourne. Le 1er juillet 2016, Aeon est devenu une association caritative enregistrée auprès de l'Australian Charities and Not-For-Profits Commission, dans les catégories de l'avancement de la culture et de l'avancement de l'éducation.

## Formats
Aeon contient de longs essais, des courts métrages « Ideas » et de courts documentaires sous la bannière d'« Aeon Video ». Il dispose également d'un canal de « Conversations ».

### Essais
Les articles d'Aeon sont des essais approfondis et de forme longue (en). Un canal « Conversations » invite les lecteurs à répondre aux questions relatives aux articles et à apporter leur propre point de vue.

### AeonVideo
Le programme Aeon Video est composé de sélections, de courts documentaires exclusifs à Aeon et de séries originales produites par celui-ci. La plus remarquable d'entre elles est la série In Sight, qui comprend des entrevues et des discussions avec d'éminents philosophes, scientifiques, penseurs et écrivains.
Plusieurs des vidéos exclusives ont été sélectionnées en tant que « Vimeo Staff Picks », dont American Renaissance, Grandpa and Me and a Helicopter to Heaven, Cutting Loose, Glas, et World Fair.

## Contributeurs notables
Parmi les contributeurs notables, on trouve Shahidha Bari (en) Sabine Hossenfelder, George Musser (en), Philip Ball, Janna Levin (en), Frans de Waal, Julian Baggini, Alison Louise Kennedy, Martin W. Angler, David Dobbs, Michael Graziano (en), Sven Birkerts (en), Marek Kohn, Tim Lott (en) , Jessa Gamble (en), Ruth Padel, Steven Poole, John Quiggin (en), Roger Scruton, David Deutsch, Wendy Orent (en), Vincent T. DeVita (en), Dava Sobel, Emma Rothschild et E.O. Wilson.

## Réception critique
En 2013, Hamish McKenzie de Pando Daily a désigné Aeon comme le « meilleur exemple d'un magazine construit pour l'époque du mobile »,.
L'essai de Rebecca Boyle « The End of Night » en français : « La Fin de la nuit » a été publié dans l'anthologie The Best American Science and Nature Writing (en) de 2015, sous le titre « The Health Effects of a World without Darkness » en français : « Les Effets sur la santé d'un monde sans obscurité ».
L'essai de Jessa Gamble (en) « The End of Sleep? » en français : « La Fin du sommeil ? » a été nommé meilleure réalisation de 2013 par l'Association of British Science Writers (en).

## Réédition sous licence Creative Commons
Les articles les plus courts d'« Ideas » sont disponibles pour la réédition sous une licence Creative Commons,.